# 公益非營利法團
公益非營利法團，是一種獲州政府特許營運的非营利公司，其是主要或專門由志同道合的公民們出於社会、教育、娱乐或慈善目的而組建的。公益非營利法團於法律層面與互利非營利法團的不同之處在於，其組織的組建是為一般公共利益的目的，而非為其成員獲取利益。法律層面上其也有別於宗教法人。